# Stańków (zniesiona osada leśna)
Stańków – była osada leśna w Polsce, w województwie lubelskim, w powiecie chełmskim, w gminie Chełm. 
W latach 1975–1998 miejscowość administracyjnie należała do województwa chełmskiego.